# Hiroshi Yamauchi
Hiroshi Yamauchi (山内溥; Kyoto, 7 novembre 1927 – Kyoto, 19 settembre 2013) è stato un imprenditore giapponese, presidente della Nintendo dal 1949 al 2002.

## Biografia
Successore di Sekiryo Yamauchi, è stato il terzo presidente di Nintendo dal 1949 e l'ultimo della dinastia imprenditoriale Yamauchi. Fusajiro Yamauchi, fondatore della Nintendo, era il suo bisnonno.
Quando Hiroshi subentrò, Nintendo era ancora principalmente un produttore di carte da gioco. Decise di introdurre le moderne carte plastificate, una novità in Giappone, e dal 1959 di importare con successo personaggi stranieri come Topolino e Braccio di Ferro, raffigurandoli sulle carte.
Nel 1963, quando la Nintendo era ancora sconosciuta internazionalmente, Yamauchi creò il marchio NG (Nippon Game) per pubblicare giochi da tavolo all'estero.
Nell'epoca dei giochi elettronici e dei videogiochi, fu presidente durante importanti introduzioni come Game & Watch, Nintendo Entertainment System, Nintendo 64. Sotto di lui sono cresciuti personaggi molto importanti del settore, come Gunpei Yokoi, Shigeru Miyamoto e Satoru Iwata.
Nel 1969 fondò inoltre una catena di love hotel. Yamauchi tra l'altro era noto nella cronaca locale giapponese per le sue infedeltà coniugali.
È rimasto in carica fino al 30 Maggio del 2002. Il 31 Maggio dello stesso anno è andato in pensione all'età di 75 anni, lasciando il posto a Satoru Iwata, un ex programmatore della Hal Laboratory.
Yamauchi ha avuto ancora qualche rapporto collaborativo con Nintendo, anche se maggiormente con gli ex dipendenti, ma, principalmente, si occupava di varie associazioni che hanno lo scopo di preservare e valorizzare il patrimonio dei templi e delle opere architettoniche di Kyōto, in Giappone, la città dove ha sede la Nintendo.
Yamauchi ha avuto un'infanzia difficile; il padre abbandonò la famiglia quando lui era ancora piccolo, per poi morire qualche anno dopo mentre il figlio veniva severamente istruito dai nonni. 
È deceduto all'età di 85 anni a causa di una polmonite. La sua morte rappresentò un lutto per la Nintendo.

## Nei media
Nel film Tetris (2023) Yamauchi viene interpretato da Togo Igawa.